# José Enrique Bagaría Villazán
José Enrique Bagaría Villazán (* 1978 in Barcelona) ist ein katalanischer Pianist und Musikpädagoge. Er zählt ähnlich wie Alba Ventura und Daniel Ligorio i Ferrandiz zu den Künstlern der Katalanischen Pianistenschule.

## Leben und Werk
Bagaría begann seine Klavierstudien im Alter von 6 Jahren. Er studierte am Städtischen Konservatorium von Barcelona bei Rosa Masferrer und Luiz de Moura Castro. Er schloss dieses Studium 1995 ab. 1992 und 1993 absolvierte er Aufbaustudien an der École Normale Alfred Cortot in Paris bei Aquiles Delle Vigne. Von 1995 bis 1999 leitete Stanislav Pochekin am Conservatori del Liceu in Barcelona seine künstlerische Weiterentwicklung. Zwischen 1999 und 2003 vervollkommnete er seine Fähigkeiten an der Escuela Superior de Música Reina Sofía, der Hochschule für Musik in Madrid, bei Dmitri Baschkirow, Claudio Martínez Mehner und Galina Eguiazarova. Schließlich rundete er seine Ausbildung bei Vadim Suchanov am Richard-Strauss-Konservatorium München ab. In dieser Phase wurde er unter anderem von Alicia de Larrocha, Josep M. Colom, Elisso Wirsaladse, Leon Fleisher, Andrzej Jasiński und Vitaly Margulis beraten. Er gewann zahlreiche Klavierwettbewerbe, unter anderem 2006 den 52. Internationalen Maria Canals Wettbewerb in Barcelona.
Er hat an zahlreichen Musikfestivals wie dem der Fundación Scherzo, dem Festival von Perelada oder dem von Santander teilgenommen. Er trat auch in den Musiksälen von Barcelona, Madrid und Zaragoza, im Palau de la Música Catalana und der Sankt Petersburger Philharmonie, sowie in Italien, Frankreich, Deutschland, und Bulgarien wie auch in New York und Bogota auf.
Als Kammermusiker trat er unter anderem mit Latica Honda-Rosenberg, Erez Ofer, dem Elias String Quartet und dem Quiroga Quartet auf.
Er hat unter anderem ein Album mit dem Fagottisten Stefano Canuti eingespielt, auf dem beide drei Bachsonaten (BWV 1027, 1028 und 1029) dargeboten haben.
Bagaría wirkt derzeit als Professor für Klavier und Kammermusik am Conservatori del Liceu in Barcelona und am Konservatorium von Zaragoza.

## Wertung
Bagaría beeindruckt in seinem Stil „durch schnörkellose Direktheit, Sinn für Romantik und eine ausgezeichnete Technik“.